# LTU Austria
LTU Austria was een Oostenrijkse luchtvaartmaatschappij met haar hoofdkwartier op de luchthaven van Wenen. LTU Austria voerde chartervluchten uit naar het Middellandse Zeegebied en de Rode Zee.
De activiteiten van LTU Austria werden stopgezet in 2008, toen de maatschappij haar enige vliegtuig, een Airbus A320-200, overdroeg aan LTU International.